# Bobby Brown (freestyleskiër)
Bobby Brown (Englewood (Colorado), 5 juni 1991) is een Amerikaanse freestyleskiër, die is gespecialiseerd op het onderdeel slopestyle. Hij vertegenwoordigde zijn vaderland op de Olympische Winterspelen 2014 in Sotsji.

## Carrière
Brown won goud op de onderdelen big air en slopestyle tijdens de Winter X Games XIV in Aspen. Op de Winter X Games XVI in Aspen won de Amerikaan opnieuw goud op het onderdeel slopestyle. Bij zijn wereldbekerdebuut, in maart 2012 in Mammoth Mountain, eindigde hij op de negende plaats. Op 10 januari 2014 boekte Brown in Breckenridge zijn eerste wereldbekerzege. Tijdens de Olympische Winterspelen van 2014 in Sotsji eindigde de Amerikaan als negende op het onderdeel slopestyle.

## Resultaten

### Olympische Spelen
| Jaar | Plaats | Resultaten    |
| ---- | ------ | ------------- |
| 2014 | Sotsji | 9e Slopestyle |

### Wereldbeker
Eindklasseringen
| Seizoen   | Algm | SS    |
| --------- | ---- | ----- |
| 2011/2012 | 124e | 18e   |
| 2012/2013 | 107e | 16e   |
| 2013/2014 | 29e  | Brons |

Wereldbekerzeges
| Datum           | Plaats       | Onderdeel  |
| --------------- | ------------ | ---------- |
| 10 januari 2014 | Breckenridge | Slopestyle |